# Uraeginthus ianthinogaster
Il granatino violaceo o granatino purpureo (Uraeginthus ianthinogaster Reichenow, 1879) è un uccello passeriforme della famiglia degli Estrildidi.

## Descrizione

### Dimensioni
Misura fino a 14 cm di lunghezza, coda compresa.

### Aspetto

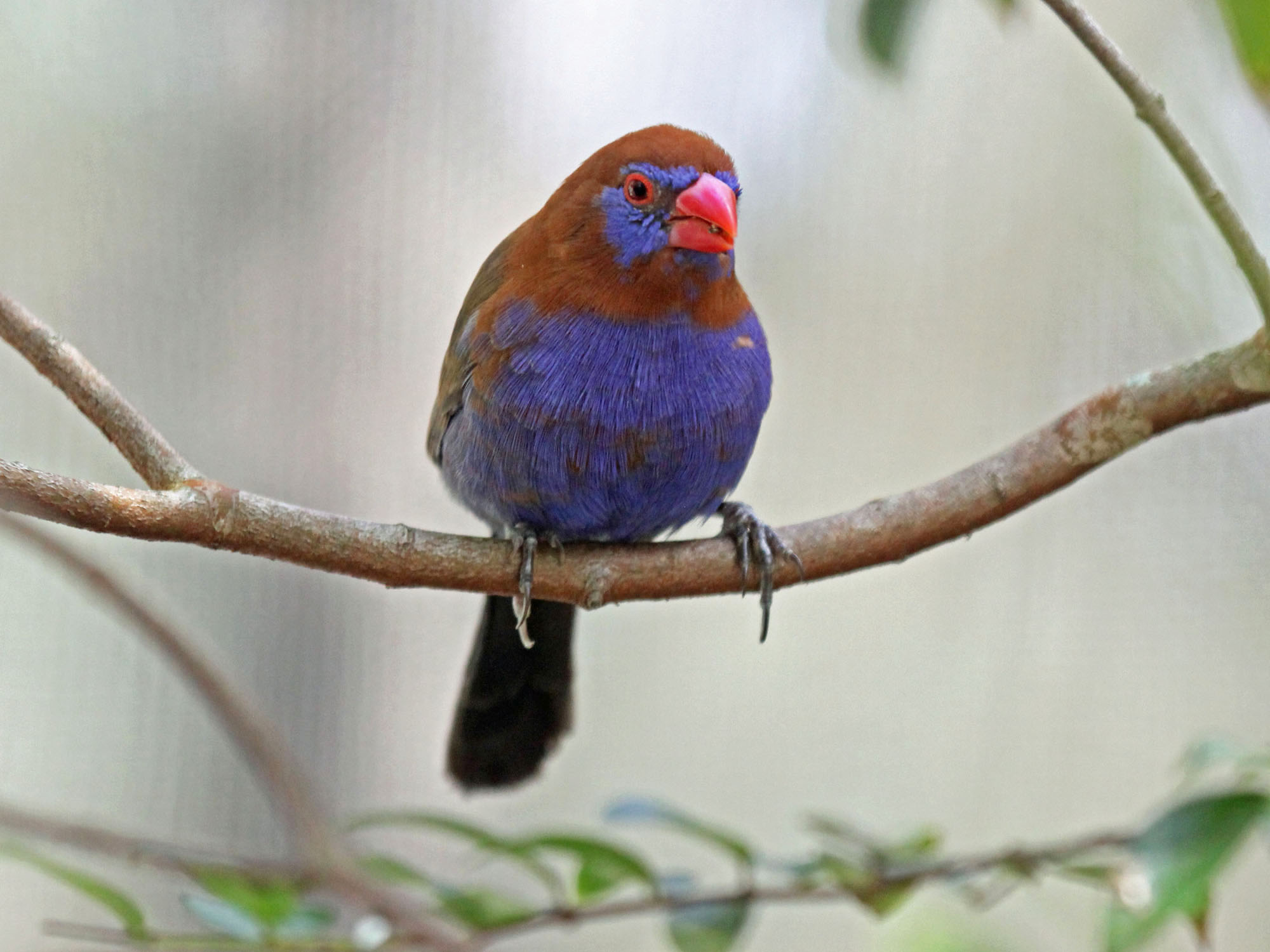
Un maschio in cattività.

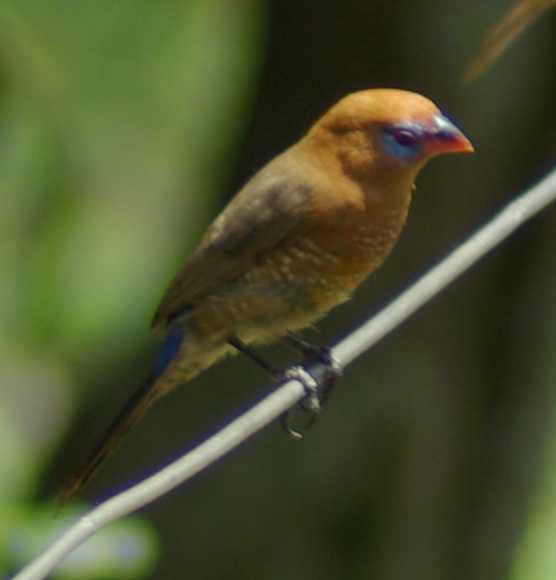
Una femmina nel Masai Mara.

Si tratta di uccelli dall'aspetto slanciato, muniti di lunga coda rettangolare e becco conico e appuntito.

La livrea è bruno-rossiccia su tutto il corpo, con tendenza a scurirsi su ali e coda: sulla faccia è presente una mascherina blu-azzurra attorno agli occhi, e lo stesso colore è presente su petto, fianchi e codione, mentre il ventre presenta sfumature o pezzature azzurre. Nella femmina l'azzurro facciale è meno esteso e quello ventrale assente o presente sotto forma di sfumature sui fianci, mentre la livrea è di color bruno-giallastro, con tendenza a schiarirsi sul ventre, dove sono presenti orlature biancastre sulle singole penne. In ambedue i sessi il becco è rosso, le zampe sono di colore carnicino-grigiastro e gli occhi sono bruno-rossicci, con cerchio perioculare di color carnicino.

## Biologia

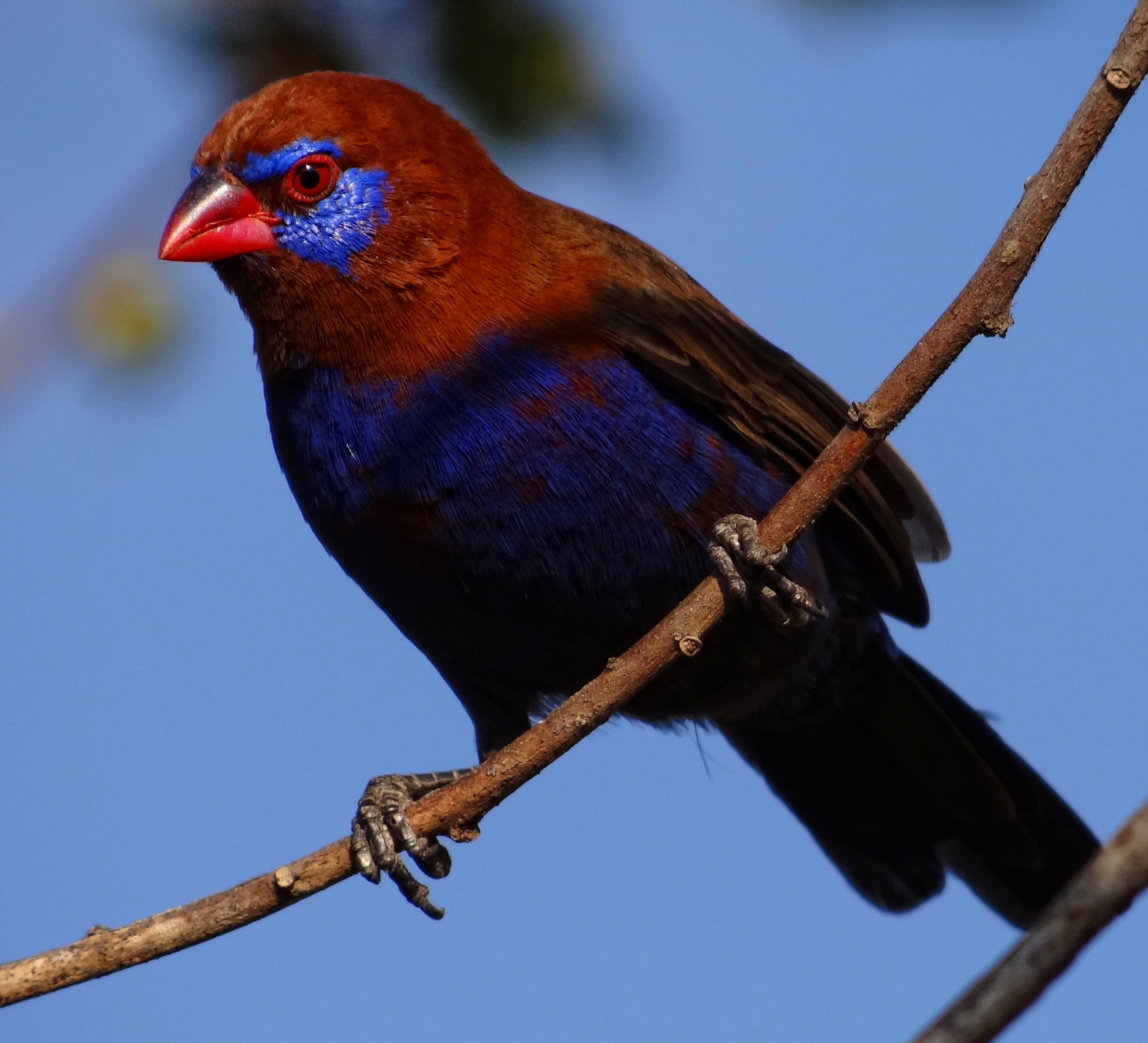
Un maschio nel parco nazionale del Serengeti.

Si tratta di uccelli dalle abitudini diurne, che vivono in gruppetti familiari o in piccoli stormi, a volte in associazione con altre specie di estrildidi: il granatino violaceo è un uccello assai timido, pronto a rifugiarsi nel folto della vegetazione al minimo segnale di pericolo.

### Alimentazione
La dieta di questi uccelli si compone prevalentemente di piccoli semi di graminacee: essi si nutrono inoltre di bacche, frutta e, specialmente durante la stagione riproduttiva, di insetti ed altri piccoli invertebrati.

### Riproduzione
La stagione riproduttiva coincide con la fase finale della stagione delle piogge: il maschio corteggia la femmina tenendo un filo d'erba nel becco, saltellandole attorno e cantando, fino a quando essa gli segnala la propria disponibilità all'accoppiamento accovacciandosi e spostando lateralmente la coda.

La costruzione del nido è a carico di ambedue i partner, col maschio che fa il grosso del lavoro, assistito dalla femmina: esso ha forma sferica, è composto da erba e fibre vegetali intrecciate e foderato internamente di piume, e viene generalmente collocato nel folto di un cespuglio. Al suo interno, la femmina depone 3-5 uova biancastre, che essa cova assieme al maschio (che tuttavia partecipa piuttosto poco all'incubazione delle uova) per circa due settimane. I nidiacei vengono accuditi da ambedue i genitori, e sebbene siano in grado d'involarsi attorno alle tre settimane dalla schiusa, si allontanano del tutto dal nido solo attorno al mese e mezzo di vita.
Il granatino violaceo subisce parassitismo di cova da parte della vedova di Fischer.

## Distribuzione e habitat

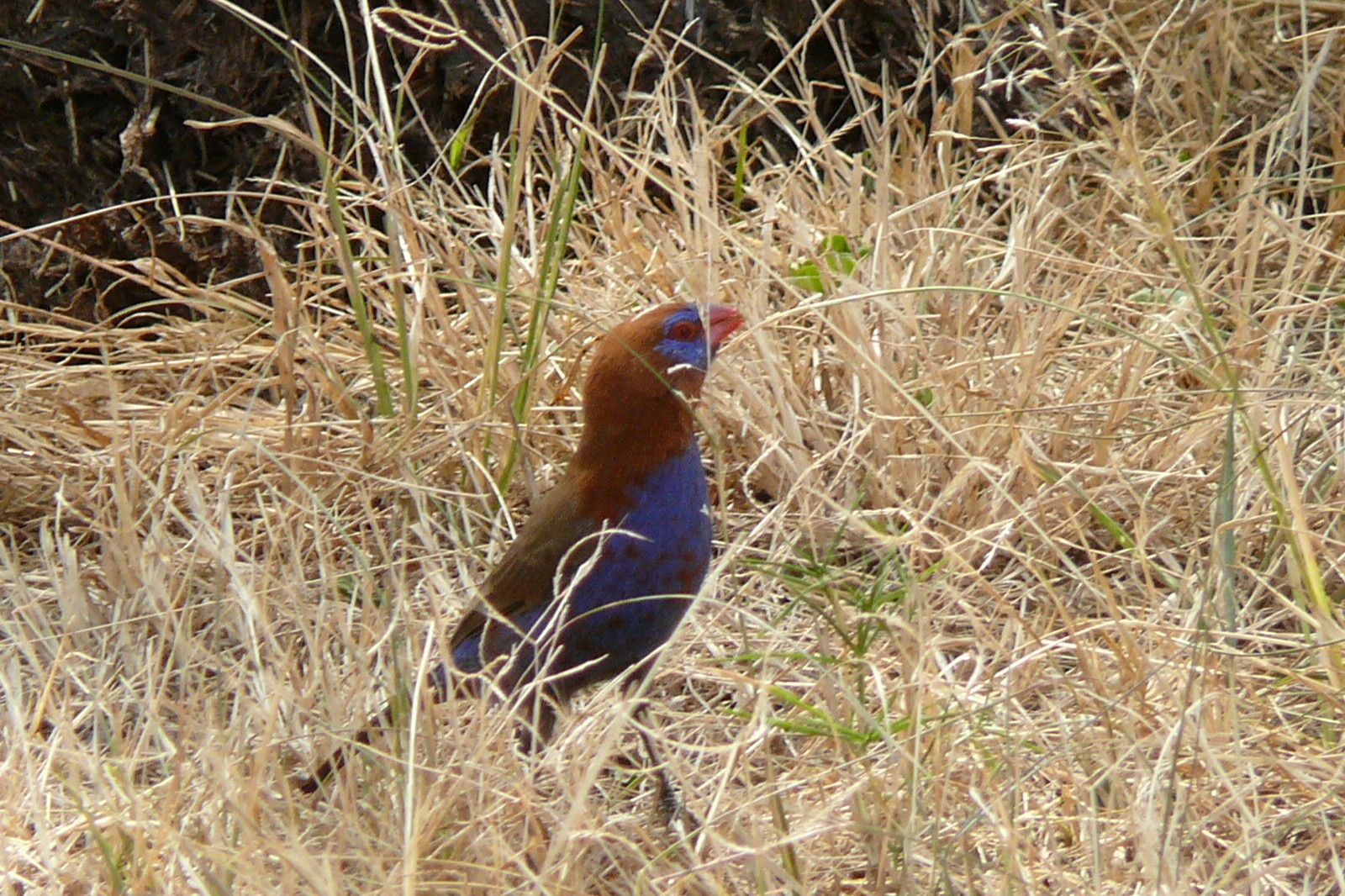
Un maschio al suolo.

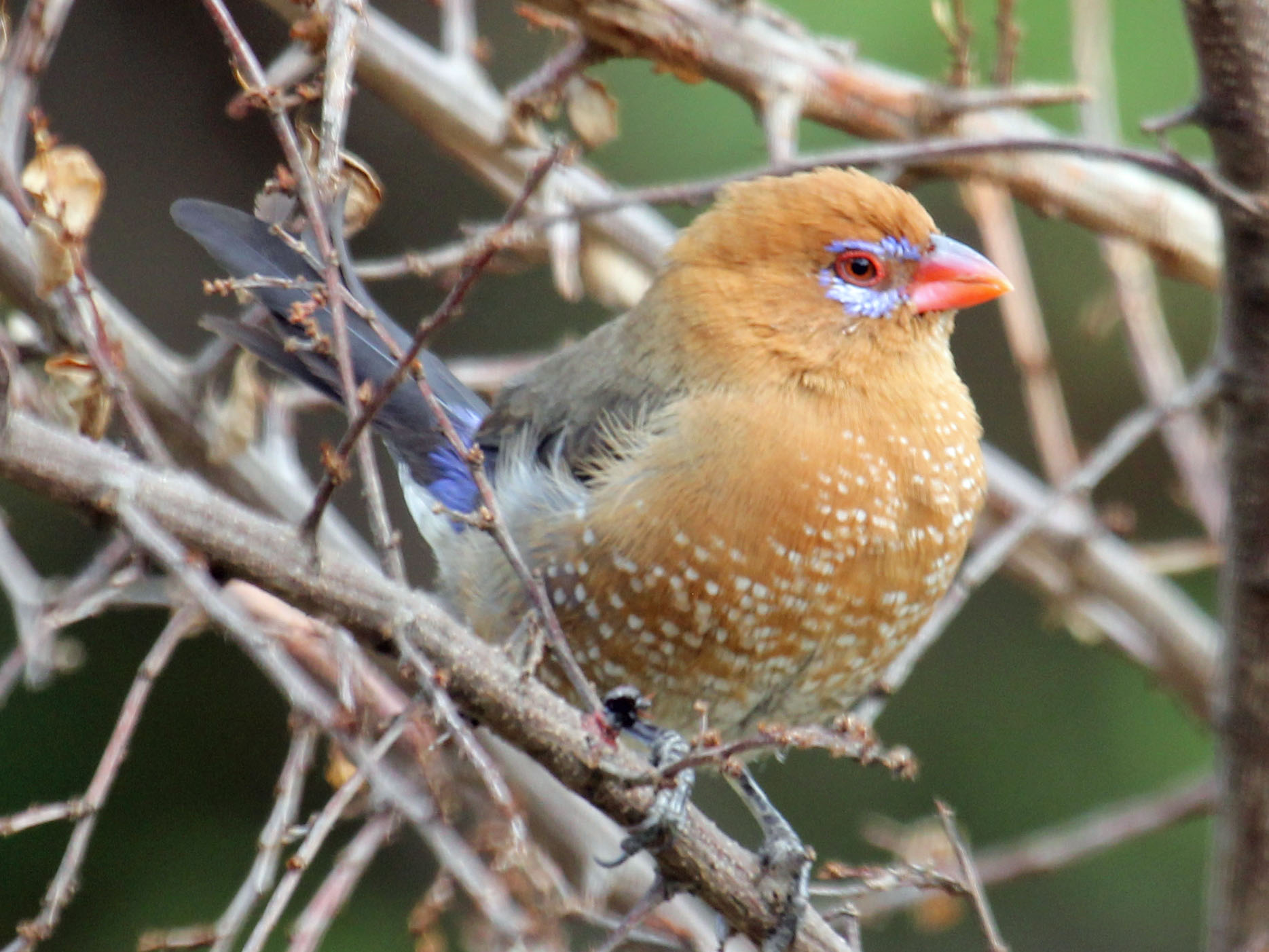
Una femmina in Kenya.

Questa specie occupa un areale che si estende dal Sudan sud-orientale alla Somalia settentrionale, e a sud fino alla Tanzania nord-orientale.
L'habitat d'elezione del granatino violaceo è rappresentato dalla savana con macchie alberate e cespugliose, fino a 2000 m d'altitudine.